# Тер-Арутюнянц Михайло Карлович
Михайло Карлович Тер-Арутюнянц — Політничий робітник Робітничо-комуністичної Червоної Армії.
З березня 197 року член Комуністичної партії. Вчився в Московському університеті, потім у військовому училищі яке закінчив в 1917 році в званні прапорщика. У 1917 році член Військової організації при Петербурзькому комітеті РСДРП (б), голова військової організації Петроградського району. В жовтневі дні комісар Петроградського ВРК в Кронверкськом арсеналі Петропавлівської фортеці, потім Пулковського загону при придушенні виступу Керенського — Краснова.
У листопаді 1917 — березні 1918 року учасник розгрому Ставки головнокомандувача, начальник і комісар Революційного польового штабу; керував бойовими операціями при придушенні Довбор — Мусніцького заколоту 1918 року й бойових дій проти німецьких військ, одночасно був членом ЦК Діючою Армі і Флоту. У травні - липні 1918 року уповноважений Наркома з оборони Дона, в липні - серпні завідувач бюро постачання військ Північно-Кавказького ВО, комісар Центральної комісії з бойового постачання РКЧА. З вересня 1918 до вересня 1922 слухач Академії Генштабу РКЧА (з перервами). У жовтні 1919 року начальник штабу Тульського УР . У липні- серпні 1920 року начальник штабу 97-й сбр 11-й сд. З січня 1921 командир 126-й сбр 42-й сд, в березні - липні — 126 зведеного сп 42-й сбр, які брали участь у ліквідації повстань в Україні та на Кубані. За бойові відзнаки в Громадянській війні нагороджений орденом Червоного Прапора (1928). З 1922 року на викладацькій роботі. Помер в 1961 році.

## Джерело
- http://www.hrono.ru/biograf/bio_t/ter_arutjun.php [Архівовано 8 січня 2014 у Wayback Machine.]